# Phlegmariurus filiformis
Phlegmariurus filiformis är en lummerväxtart som först beskrevs av Olof Swartz, och fick sitt nu gällande namn av Warren Herbert Wagner. Phlegmariurus filiformis ingår i släktet Phlegmariurus och familjen lummerväxter. Inga underarter finns listade i Catalogue of Life.